# تقصف هيدروجيني

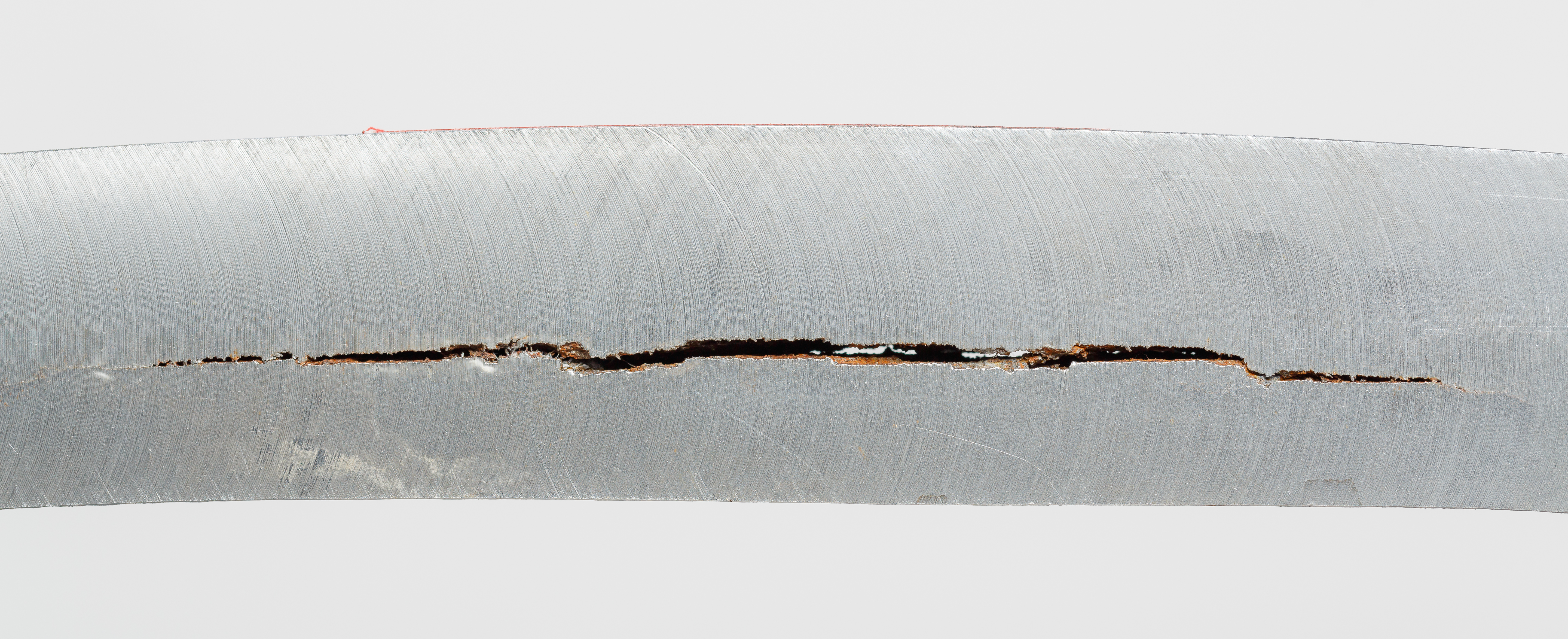

التقصف الهيدروجيني هو العملية التي تجعل معظم المعادن (وبالأخص الحديد الصلب) تصبح هشة وأكثر قابلية للكسر، بسبب تعرضها للهيدروجين.
يحدث التقصف الهيدروجيني عادةً بشكل غير مقصود أثناء عمليات تشكيل المعادن، حيث يتم دخول عنصر الهيدروجين بين جزيئات المادة مما يتسبب في عملية التقصف الهيدروجيني. 

## كيفية الحدوث
تبدأ عملية التقصف الهيدروجيني بانتشار ذرات الهيدروجين الأحادية في المعدن، ففي درجات الحرارة المرتفعة ترتفع ذائبية الهيدروجين مما يسمح له بانتشار أكبر في المعدن (يمكن للهيدروجين ان ينتشر في درجات حرارة منخفضة، وذلك بسبب تدرج التركيز). تملئ ذرات الهيدروجين عند انتشارها فراغات صغيرة جداً بين جزيئات المعدن مما ينتج عن ذلك ضغط في هذه التجاويف. قد يتزايد هذا الضغط مع مرور الوقت حتي يصل المعدن إلى حالة هشاشة مرتفعه فيصبح من السهل حصول الصدوع الداخلية في المعدن. 

## منع الظاهرة
إذا لم تحدث صدوع في المعدن بعد، يمكن إزالة ذرات الهيدروجين المجودة في المعدن عن طريق المعالجة الحرارية في افران خاصة.

في حالات اللحام، يتم عمل المعالجة الحرارية للمعادن بعد (واحيانا قبل) عملية اللحام لاستخراج الهيدروجين كي لا يتسبب في أي اضرار. ويتم ذلك على وجه التحديد مع الفولاذ عالي الصلابة وسبائك الصلب المنخفضة مثل سبائك الكروم والموليبدينوم والفاناديوم. وتحدث الصدوع بسبب الهيدروجين بعد 24 ساعة من الانتهاء من عملية اللحام.

يمكن استخدام مواد مثل الفيروسيليكات "ferrosilicates" ورشها على اسطح المعادن لمنع حدوث عملية التقصف الهيدروجيني.